# Michael Sopkiw
Michael Sopkiw (* 12. Januar 1954 in Hartford, Connecticut) ist ein ehemaliger US-amerikanischer Schauspieler.
Sopkiw verdiente seinen Lebensunterhalt als Seemann, wurde jedoch wegen Marihuanaschmuggels entlassen und wandte sich nach seiner Haftzeit einer Karriere als Schauspieler zu, als er in New York City Unterricht nahm. Aufnahmen zu einem Werbefilm in London folgte ein Modelvertrag. 1983 wurde er von Produzent Luciano Martino entdeckt; eine kurze Karriere in den Hauptrollen von vier Actionfilmen aus dem Abenteurermilieu folgten, die betont auf seine Physis setzten. Neben dem Endzeitfilm Fireflash – Der Tag nach dem Ende (von Sergio Martino) und dem Kriminalstreifen Blastfighter – Der Executor sah man Sopkiw in Monster Shark (beide von Lamberto Bava). Das letzte seiner Werke drehte er in Brasilien unter der Regie von Michele Massimo Tarantini.
Nach dem Ende seiner kurzen Karriere wandte sich Sopkiw dem Studium der Heilpflanzen zu. Seine Firma Miron Glass produziert vor Sonnenlicht schützende Glasbehälter.

## Filmografie
- 1983: Fireflash – Der Tag nach dem Ende (2019 dopo la caduta di New York)
- 1984: Blastfighter – Der Executor (Blastfighter)
- 1984: Monster Shark (Shark: Rosso nell’oceano)
- 1985: Amazonas – Gefangen in der Hölle des Dschungels (A baixeda dos dinosauros)